# 杉浦重勝
杉浦 重勝（すぎうら　しげかつ、？‐ 慶長5年8月22日（1600年9月29日））は、安土桃山時代の武将。通称は五左衛門。最後の竹ヶ鼻城主。杉浦定元と同一人物という。

## 略歴
美濃国で8000石を領した。織田信長の旧臣だったが、早くから豊臣秀吉に臣従したとされる。
文禄元年（1593年）以降、森寺清右衛門に代わって木曾川周辺を管理するべく、竹ヶ鼻城主をつとめる。同時に岐阜城主織田秀信付き家老となる。
慶長3年（1598年）秀吉没後、重勝は石田三成が徳川家康と対立を深めると戦が起こると予想し、自身は秀吉の遺児・秀頼に仕えることを決め、一方で息子の定政を家康の家臣・伊奈忠次に仕えさせ、家の存続を図った。
定政は上杉征伐に同行し、家康の命で現在の松伏町あたりに杉浦陣屋を築いている。
慶長5年8月21日（1600年9月28日）、竹ヶ鼻城の戦いで東軍の池田輝政・浅野幸長ら18,000と井伊直政・本多忠勝・福島正則ら16,000に囲まれる。
自身は500の配下と加賀井重望の家臣、秀信からの援軍梶川三十郎・花村半左衛門、三成からの援軍毛利広盛らと籠城する。
柵を作って布陣し、鉄砲を撃ちかける抵抗を見せたが夜、船で近づく東軍に押された。
22日福島勢の猛攻を前に梶川・花村・毛利が降伏、しかし重勝は降伏勧告を拒絶する。
午後4時福島正之が本丸門を破ると手勢36名で突撃し、最後の抵抗を見せた。
その後、城に火を掛け自刃した。重勝の生き残った家臣7名もこれに殉じている。

## 杉浦定政
子の定政が家康の許しにより杉浦家を継承する。
関東郡代・伊奈忠次配下として秩父で10万石を支配したという。屋敷は下総国船橋に構えていたが、のち武蔵国葛飾郡大川戸に移った。
子孫は郡代12代忠尊が改易されると浪人し、帰農した。
定政以降が作成した「杉浦家文書」は杉浦家が家系図や大名の書状を残す資料として重要である。

## 参考資料
- 『竹鼻の歴史』竹鼻町史刊行委員会、1999年
- 『伊達政宗の小田原参陣と浅野長吉』佐藤貴浩、2013.3